# Ioan al IV-lea Lascaris
Ioan al IV-lea Lascaris (n. 25 decembrie 1250, İznik, Imperiul de la Niceea – d. 1305) a fost co-împărat între 1258-1261 al Imperiului de la Niceea.

## Biografie
Fiind pe patul de moarte, Theodor II Laskaris i-a lăsat, în calitate de tutori ai fiului său opt ani, Ioan, pe Georgios Muzalon și, potrivit tradiției, pe patriarhul Arsenios. Simțind că nu va fi în stare să-i țină în frâu pe magnați, care prinseseră curaj, după moartea autoruritarului Theodor II, Muzalon a încercat să renunțe la regență. Megaducele Mihail Paleologul a convins senatul, în mod intenționat, să nu accepte demisia, lăudându-l pe tutore cu vorbe lingușitoare.
În a noua zi de pomenire a lui Theodor II, la parastasul de la mănăstirea Sosandra, Georgios Muzalon și cei doi frați ai săi au fost înconjurați în biserică de mercenarii marelui conostaulos și, din porunca acestuia, au fost tăiați cu săbiile chiar acolo. Noul tutore, Mihail Paleologul, s-a proclamat, în curând, el însuși împărat și s-a încoronat, iar încoronarea solemnă pentru domnie a lui Ioan IV a fost amânată. Patriarhul a pus condiția ca, la atingerea majoratului, Laskaris să devină autocrator.
Lucrul acesta însă nu s-a întâmplat. După cucerirea Constantinopolului, Mihail al VIII-lea Paleologul s-a încoronat a doua oară, apoi, din ordinul lui, Ioan Laskaris, care avea 11 ani, a fost orbit și exilat într-un castel întărit din Bitinia. În timpul răscoalei țărănești din 1262, un tânăr orb se dădea drept împăratul. Adevăratul Ioan IV a fugit, în anul 1272, la Carol de Anjou, însă, ulterior, s-a întors. Împăratul Andronic al II-lea Paleologul, succesorul lui Mihail al VIII-lea Paleologul, s-a purtat bine cu el. La mijlocul anilor 80, Andronic s-a întâlnit cu Ioan. Acesta din urmă și-a confirmat renunțarea la drepturile sale la tron și i-a iertat lui Andronic păcatul tatălui.